# ビンス・ダンディー
ビンス・ダンディー（Vince Dundee、本名：ビンチェント・ラツァロ、1907年10月22日 - 1949年7月27日）は、イタリア出身の元プロボクサー。元世界ミドル級チャンピオン。世界ウェルター級王者ジョー・ダンディーの実弟である。

## 略歴
イタリアに生まれ、のちアメリカに移住。兄の影響で1923年デビュー。以来32連勝を飾る。1933年10月30日、ルー・ブロイラードに判定勝ちでニューヨーク州公認世界ミドル級王者となる。二度防衛後の1934年9月11日、テディ・ヤローズに判定負けし、王座を失った。

## 通算戦績
115勝（27KO）19敗13引分け5無判定1無効